# Dég
Dég è un comune dell'Ungheria di 2 066 abitanti (dati 2011). È situato nella contea di Fejér.